# Ropalidia fasciata
Ropalidia fasciata (лат.) — вид ос-полистин рода Ropalidia (Polistinae). Широко распространённый вид, который распространён от Индии до Малых Зондских островов, Палавана и островов Рюкю, занимая северный край более широкого распространения Ropalidia. Эти примитивно эусоциальные осы уникальны тем, что не демонстрируют строгую моногинную социальную структуру с одной королевой, характерную для многих видов социальных насекомых. Вместо этого колонии основываются на ассоциации между несколькими самками, или «основательницами».

## Распространение и экология
Встречаются в основном в Южной, Юго-Восточной и Восточной Азии. Широко распространённый вид, который распространён от Индии до Малых Зондских островов, Палавана и островов Рюкю, включая следующие регионы: Непал, Индия, Мьянма, Таиланд, Малайский полуостров, Вьетнам, Южный Китай, Калимантан, Суматра, Ниас, Бангка, Ява, Каримон Джава, Бали, Флорес, Тимор, Палаван, Тайвань, острова Рюкю (Япония), занимая северный край более широкого распространения Ropalidia.
R. fasciata распространена на лугах в пределах своего ареала, в основном на полях, заселённых сахарным тростником Мискантус китайский (Miscanthus sinensis). Осы предпочитают строить гнёзда под листьями этого растения.

## Таксономия и филогения
Ropalidia fasciata были впервые описаны швейцарским энтомологом Фабрицием в 1804 году под названием Eumenes fasciata. R. fasciata принадлежит к одному из самых крупных таксонов ос. Они входят в род Ropalidia, который является единственным родом, содержащим как роевые, так и независимые виды ос.
В дискуссиях R. fasciata часто объединяют с Ropalidia marginata или выделяют в отдельную видовую группу Ropalidia fasciata group.

## Описание
R. fasciata имеет красно-коричневое тело с жёлтыми полосами и некоторыми чёрными и жёлтыми отметинами. Виды изменчивы по окраске, в разной степени демонстрируя чёрные отметины. Задние оцеллии примерно или менее чем в два раза дальше от внутреннего края глаза, чем друг от друга; длина членика жгутика I самки менее чем в три раза превышает его апикальную ширину. Базальный угол второй субмаргинальной ячейки больше 90°. Проподеальное отверстие широко закруглено сверху. Вентральные края метасомального тергита I на вентральном виде близко подходят друг к другу перед задней дивергенцией. Жгутик усика самца с отчётливыми тилоидами; последний членик жгутика выемчатый, изогнут в апикальных двух третях, с тилоидом сильно синуирован. Задняя поверхность проподеума с неглубокой, но отчётливой срединной вогнутостью. Метасомальный тергит I длинный, более чем в два раза длиннее ширины, в дорсальном виде с хорошо заметной базальной параллельносторонней частью, плавно расширяющейся, затем слегка суженной к заднему концу. Тергит I красновато-коричневый; тергит II черновато-коричневый, с парными, переднелатеральными, оранжево-жёлтыми пятнами и широкой, вершинной, оранжево-жёлтой полосой. Королевы и рабочие особи не различаются морфологически, вместо этого их различают по поведению.

## Цикл развития колонии
Колонии основываются весной, чаще всего объединениями нескольких самок. Самок, вылупившихся в начале года, называют «основательницами», поскольку они могут основать новую колонию. У R. fasciata ежегодный, относительно длинный цикл развития колоний, который начинается в апреле и продолжается до ноября или декабря. Первой группой, выходящей из гнезда весной, являются самки, которые быстро принимают на себя роль фуражиров-кормилиц или солдат-бойцов в колонии. Потенциальные основательницы и самцы появляются позднее летом. Самцы обычно встречаются как в устоявшихся, так и во вновь основанных гнёздах, что характерно для тропических эусоциальных ос. В отличие от многих видов ос умеренного пояса, самки не нападают на этих позднелетних особей. Выживаемость основательниц с апреля по сентябрь может составлять всего 1,4 %, что указывает на то, что большинство основательниц погибает до конца сезона. Однако плотность гнёзд остаётся довольно стабильной из года в год благодаря гибким репродуктивным привычкам вида и упорству в поддержании и восстановлении гнёзд. Цикл колоний R. fasciata очень похож на цикл других примитивно эусоциальных ос.

## Поведение

### Иерархия доминирования
В колониях есть несколько самок-основательниц, которые сотрудничают и выполняют разные роли. Хотя доминирующее поведение не особенно чётко выражено, как у других социальных насекомых, в колонии определяется особь, похожая на королеву. Она проводит большую часть времени в гнезде и неизменно принимает позу тревоги при приближении врага, направляя поведение остальных особей колонии. Можно сказать, что эта особь более доминантна, чем остальные, а остальные основательницы играют роль рабочих. В отличие от родственных видов ос родов Polistes и Mischocyttarus, эта особь, похожая на королеву, не проявляет явной агрессии или актов доминирования по отношению к остальным в гнезде. Даже при выполнении действий, которые считаются доминирующими у других видов, принимающая особь не принимает покорную позу. Вместо этого она игнорирует её и продолжает свою прежнюю деятельность.

### Разделение труда
Род Ropalidia имеет стандартную структуру колонии, в которой особи делятся на три касты: няньки, солдаты и фуражиры. Няньки и солдаты оставляют поиск пищи фуражирам, а сами ухаживают за личинками и поддерживают гнездо. У фуражиров обычно слабо развиты яичники, в то время как солдаты и няньки теоретически способны к размножению. Йосиаки Ито, специалист по осам, намеренно не называет особей R. fasciata «рабочими», поскольку рано появляющиеся осы могут основывать собственные гнёзда или производить женское потомство в своём гнезде. Для многих особей в колонии существует значительная изменчивость и возможность размножения. Это контрастирует со стратегиями многих социальных насекомых, где каста имеет большой морфологический компонент и сохраняется только одна репродуктивная самка. Очень гибкая структура колонии R. fasciata может быть адаптацией к изменчивым условиям окружающей среды, поскольку гнёзда часто разрушаются тайфунами, хищничеством муравьёв и паразитами.

## Гнездование
Ropalidia fasciata и родственные виды строят гнёзда, собирая волокна с отмершей растительности, смешивая их со слюной и используя эту смесь для строительства вертикальных ячеек. Полученный материал по структуре напоминает бумагу, отсюда и их общее название — бумажная оса. R. fasciata часто строит дополнительные гнёзда-спутники в качестве альтернативы гнезду, в котором живёт колония. Таким образом, если основное гнездо разрушено, повреждено или находится под угрозой, по крайней мере часть группы может перебраться в другое гнездо. Иногда группы могут переселяться в новое гнездо без видимых причин. Незрелые осы в колонии переносятся на новое место взрослыми. Как основательницы, так и их потомство помогают восстановить гнездо. Основательницы R. fasciata не улетают далеко от родных гнёзд, а основательницы одного гнезда часто являются сёстрами. У этого вида было показано, что если многие самки совместно основывают гнездо, оно растёт быстрее и имеет более высокий уровень выживаемости, чем то, в котором меньше основательниц.

## Обмен пищей
Особи в колонии обычно делятся друг с другом пищей. Одна оса будет передавать нектар или воду через рот другой осе путём срыгивания, или трофаллаксиса. Такое поведение имеет место между особями, которые давно не получали пищу, и соприкосновение ротовых частей происходит даже тогда, когда пища не передаётся. Обмен жидкой пищей между особями обычно усиливает иерархию доминирования у сходных видов ос, но у R. fasciata это поведение, по-видимому, является простым приёмом обмена пищей или даже приветствием, не связанным с доминированием.